# Coppa Italia 2019-2020 (calcio femminile)
L'edizione 2019-2020 è stata la quarantottesima della storia della Coppa Italia di calcio femminile. La competizione è iniziata il 29 settembre 2019 e si è conclusa il 26 febbraio 2020, data di disputa dell'ultima gara prima delle sospensioni dovute alla pandemia di COVID-19, con lo stop definitivo arrivato il successivo 16 giugno: il torneo è stato sospeso definitivamente e non assegnato quando si era arrivati alle gare di ritorno dei quarti di finale, delle quali solo una disputata.

## Squadre partecipanti
Partecipano alla competizione 24 squadre: le 12 di Serie A e le 12 di Serie B.

### Serie A
- Empoli
- Fiorentina
- Florentia S.G.
- Inter
- Juventus
- Milan
- Orobica
- Pink Sport Time
- Roma
- Sassuolo
- Tavagnacco
- Verona

### Serie B
- Castelvecchio
- Cittadella
- Fortitudo Mozzecane
- Lazio
- Napoli
- Novese
- Perugia
- Ravenna
- Riozzese
- Roma CF
- San Marino
- Vittorio Veneto

## Date
| Fase               | Turno            | Data                            |                                 |
| ------------------ | ---------------- | ------------------------------- | ------------------------------- |
| Gironi eliminatori | 1ª giornata      | 29 settembre 2019               | 29 settembre 2019               |
| Gironi eliminatori | 2ª giornata      | 10 novembre 2019                | 10 novembre 2019                |
| Gironi eliminatori | 3ª giornata      | 30 novembre/1º dicembre 2019    | 30 novembre/1º dicembre 2019    |
| Fase finale        | Ottavi di finale | 11 dicembre 2019                | 11 dicembre 2019                |
| Fase finale        | Quarti di finale | 7/8/9 febbraio 26 febbraio 2020 | 7/8/9 febbraio 26 febbraio 2020 |
| Fase finale        | Semifinali       | Non disputate                   | Non disputate                   |
| Fase finale        | Finale           | Non disputata                   | Non disputata                   |

## Formula
Alla competizione prendono parte le 12 squadre partecipanti alla Serie A e le 12 squadre partecipanti alla Serie B. La competizione si articola su cinque fasi. La prima fase è caratterizzata dai gironi eliminatori ai quali prendono parte le sole squadre della Serie B: le 12 squadre sono suddivise in quattro gironi da tre secondo criteri di vicinanza geografica. Nei gironi si giocano solamente tre partite, due per squadra, e vengono ammesse alla seconda fase solamente le quattro vincitrici dei gironi. A partire dalla seconda fase, gli ottavi di finale si disputano ad eliminazione diretta, quarti di finale e semifinali si disputano su gare di andata e ritorno, la finale si disputa su gara unica in campo neutro.

## Gironi eliminatori
La composizione dei quattro gironi eliminatori è stata effettuata l'8 agosto 2019, mentre il sorteggio per la determinazione della squadra che disputa la prima giornata in casa e la squadra che riposa è stato effettuato il 27 agosto 2019. Nella seconda giornata riposa la squadra vittoriosa nella prima giornata o, in caso di pareggio, la squadra che ha giocato in trasferta la prima giornata.

### Triangolare 1

#### Classifica
| Pos. | Squadra             | Pt | G | V | N | P | GF | GS | DR |
| ---- | ------------------- | -- | - | - | - | - | -- | -- | -- |
| 1.   | Fortitudo Mozzecane | 6  | 2 | 2 | 0 | 0 | 6  | 3  | +3 |
| 2.   | Riozzese            | 0  | 2 | 0 | 0 | 2 | 2  | 6  | -4 |
| 3.   | Novese              | 0  | 2 | 0 | 0 | 2 | 1  | 6  | -5 |

#### Risultati
| Arbitro: | Migliorini (Verona) |

|                                         |           |                                   |
| Rognoni 15’, 89’ Codecà 38’ Redolfi 74’ | Marcatori | 17’ Barbero 26’ Mattana 43’ Basso |

| Arbitro: | Ferrieri Caputi (Livorno) |

|                           |           |                        |
| Martani 38’, 67’ Boni 88’ | Marcatori | 40’ Tugnoli 87’ Codecà |

| Arbitro: | Diop (Treviglio) |

|              |           |                                         |
| Accoliti 18’ | Marcatori | 21’ Bertolotti 22’ Martani 41’ Carabott |

### Triangolare 2

#### Classifica
| Pos. | Squadra         | Pt | G | V | N | P | GF | GS | DR |
| ---- | --------------- | -- | - | - | - | - | -- | -- | -- |
| 1.   | Ravenna         | 6  | 2 | 2 | 0 | 0 | 7  | 2  | +5 |
| 2.   | Vittorio Veneto | 3  | 2 | 1 | 0 | 1 | 4  | 4  | 0  |
| 3.   | Cittadella      | 0  | 2 | 0 | 0 | 2 | 0  | 5  | -5 |

#### Risultati
| Arbitro: | Di Renzo (Bolzano) |

|                         |           |               |
| Zorzan 41’ Kastrati 48’ | Marcatori | 89’ Razzolini |

| Arbitro: | Diop (Treviglio) |

|                        |           |  |
| Piai 28’ De Martin 59’ | Marcatori |  |

| Arbitro: | Silvera (Valdarno) |

|                                    |           |                                |
| Cimatti 45’, 75’, 90+2’ Picchi 71’ | Marcatori | 40’ (rig.) Piai 56’ Martinelli |

### Triangolare 3

#### Classifica
| Pos. | Squadra       | Pt | G | V | N | P | GF | GS | DR |
| ---- | ------------- | -- | - | - | - | - | -- | -- | -- |
| 1.   | San Marino    | 4  | 2 | 1 | 1 | 0 | 4  | 1  | +3 |
| 2.   | Perugia       | 2  | 2 | 0 | 2 | 0 | 3  | 3  | 0  |
| 3.   | Castelvecchio | 1  | 2 | 0 | 1 | 1 | 2  | 5  | -3 |

#### Risultati
| Arbitro: | Selvatici (Rovigo) |

|  |           |                |
|  | Marcatori | 55’ Porcarelli |

| Arbitro: | Ursini (Pescara) |

|                        |           |                         |
| Cama 5’ Porcarelli 50’ | Marcatori | 6’ Tuteri 28’ Bortolato |

| Arbitro: | Bianchi (Prato) |

|             |           |             |
| Piselli 44’ | Marcatori | 15’ Baldini |

### Triangolare 4

#### Classifica
| Pos. | Squadra | Pt | G | V | N | P | GF | GS | DR |
| ---- | ------- | -- | - | - | - | - | -- | -- | -- |
| 1.   | Roma CF | 6  | 2 | 2 | 0 | 0 | 5  | 0  | +5 |
| 2.   | Napoli  | 3  | 2 | 1 | 0 | 1 | 4  | 4  | 0  |
| 3.   | Lazio   | 0  | 2 | 0 | 0 | 2 | 1  | 6  | -5 |

#### Risultati
| Arbitro: | Palumbo (Bari) |

|                                                   |           |             |
| Chatzīnikolaou 15’, 44’ Oliviero 42’ Gelmetti 80’ | Marcatori | 59’ Palombi |

| Arbitro: | Finzi (Foligno) |

|  |           |                       |
|  | Marcatori | 85’, 88’ Kirsch Downs |

| Arbitro: | Di Loreto (Terni) |

|                                |           |  |
| Landa 1’ Conte 12’ Carboni 37’ | Marcatori |  |

## Ottavi di finale
Agli ottavi di finale accedono le quattro vincitrici dei gironi eliminatori più le 12 squadre partecipanti al campionato di Serie A. Le società di Serie A classificate nelle prime 8 posizioni al termine della stagione sportiva 2018-2019 non possono incontrarsi tra loro nel corso di questa fase, inoltre disputano in trasferta la gara unica.
| Squadra 1           | Risultato   | Squadra 2      |
| ------------------- | ----------- | -------------- |
| 11 dicembre 2019    |             |                |
| Empoli              | 1 - 0       | Tavagnacco     |
| Fortitudo Mozzecane | 0 - 8       | Juventus       |
| Orobica             | 1 - 3       | Florentia S.G. |
| Roma CF             | 0 - 5       | Sassuolo       |
| Ravenna             | 0 - 5       | Fiorentina     |
| Inter               | 1 - 4       | Milan          |
| Pink Sport Time     | 0 - 2 (dts) | Roma           |
| San Marino          | 1 - 0       | Verona         |

| Arbitro: | Gandolfo (Torino) |

|  |           |                              |
|  | Marcatori | 101’ Andressa 118’ Hegerberg |

| Arbitro: | Gasperotti (Rovereto) |

|            |           |  |
| Prugna 43’ | Marcatori |  |

| Arbitro: | Sfira (Pordenone) |

|  |           |                                                                                        |
|  | Marcatori | 18’ Caruso 30’, 45’, 90’ Bragonzi 41’ Bellucci 57’ Salvai 58’ Maria Alves 85’ Giordano |

| Arbitro: | Romaniello (Napoli) |

|  |           |                                         |
|  | Marcatori | 11’, 34’, 81’ Ferrato 24’, 37’ Sabatino |

| Arbitro: | Schiavon (Treviso) |

|  |           |                                                                         |
|  | Marcatori | 21’ Bonetti 45’ Mascarello 67’ Thøgersen 73’ (rig.) Parisi 90+3’ Lázaro |

| Arbitro: | Calzavara (Varese) |

|                 |           |                                          |
| Alborghetti 66’ | Marcatori | 1’ Longo 6’ Hovland 15’ Andrade 37’ Čonč |

| Arbitro: | Taricone (Perugia) |

|              |           |  |
| Barbieri 19’ | Marcatori |  |

| Arbitro: | Longo (Cuneo) |

|              |           |                                    |
| L. Merli 71’ | Marcatori | 5’ Dupuy 51’ Nocchi 76’ Martinovic |

## Quarti di finale
Ai quarti di finale accedono le 8 vincitrici degli ottavi di finale. Si svolgono ad eliminazione diretta in gare di andata e ritorno. Hanno diritto di giocare la gara di ritorno in casa le società meglio classificate al termine della stagione sportiva 2018-2019. Gli incontri di ritorno, inizialmente previsti tutti in data 26 febbraio 2020, sono stati rimandati, tranne Roma-San Marino, a seguito di richiesta delle altre società alla FIGC causa le ordinanze emanate dalle Regioni Emilia-Romagna e Piemonte per l'emergenza relativa alla Pandemia di COVID-19 del 2020 in Italia.
| Squadra 1                     | Totale | Squadra 2  | Andata | Ritorno |
| ----------------------------- | ------ | ---------- | ------ | ------- |
| 8 febbraio / 26 febbraio 2020 |        |            |        |         |
| San Marino                    | 1 - 10 | Roma       | 1 - 6  | 0 - 4   |
| 7-8-9 febbraio                |        |            |        |         |
| Empoli                        | Q1     | Juventus   | 0 - 6  | n.d.    |
| Florentia S.G.                | Q2     | Sassuolo   | 2 - 1  | n.d.    |
| Milan                         | Q3     | Fiorentina | 1 - 2  | n.d.    |

### Andata
| Arbitro: | Taricone (Perugia) |

|                      |           |                       |
| Nilsson 8’ Dupuy 21’ | Marcatori | 90+4’ (rig.) Sabatino |

| Arbitro: | Bracaccini (Macerata) |

|                       |           |                        |
| Salvatori Rinaldi 64’ | Marcatori | 69’ Guagni 72’ Bonetti |

| Arbitro: | Molinaro (Lamezia Terme) |

|               |           |                                                                                 |
| Petkova 90+2’ | Marcatori | 8’ Soffia 37’ Swaby 51’ (rig.) Andressa 54’ Bartoli 58’ Bonfantini 89’ Thestrup |

| Arbitro: | Bozzetto (Bergamo) |

|  |           |                                                          |
|  | Marcatori | 7’, 42’, 65’ Stašková 45’ Gama 75’ Zamanian 78’ Sembrant |

### Ritorno
| Arbitro: | Gasperotti (Rovereto) |

|                                                      |           |  |
| Serturini 49’ Thestrup 55’ Ciccotti 62’ Bernauer 90’ | Marcatori |  |

| Vinovo 2020, ore CET | Juventus | – Non disputata | Empoli | Juventus Training Center |

| Sassuolo 2020, ore CET | Sassuolo | – Non disputata | Florentia S.G. | Stadio Enzo Ricci |

| Firenze 2020, ore CET | Fiorentina | – Non disputata | Milan | Stadio comunale Gino Bozzi |

## Semifinali
Alle semifinali accedono le 4 vincitrici dei quarti di finale. Si svolgono ad eliminazione diretta in gare di andata e ritorno. Hanno diritto di giocare la gara di ritorno in casa le società meglio classificate al termine della stagione sportiva 2018-2019.
| Squadra 1        | Totale | Squadra 2        | Andata | Ritorno |
| ---------------- | ------ | ---------------- | ------ | ------- |
|                  |        |                  |        |         |
| Vincente gara Q1 | S1     | Vincente gara Q2 | n.d.   | n.d.    |
| Roma             | S2     | Vincente gara Q3 | n.d.   | n.d.    |

### Andata
| 2020, ore CET |  | – Non disputata |  |  |

| Roma 2020, ore CET | Roma | – Non disputata |  | Stadio Tre Fontane |

### Ritorno
| 2020, ore CEST |  | – Non disputata |  |  |

| 2020, ore CEST |  | – Non disputata | Roma |  |

## Finale
| 2020, ore CEST | Vincente gara S1 | – Non disputata | Vincente gara S2 |  |

## Statistiche

### Classifica marcatrici
| Gol | Rigori |  | Giocatore                    | Squadra             |
| --- | ------ |  | ---------------------------- | ------------------- |
| 3   |        |  | Asia Bragonzi                | Juventus            |
| 3   |        |  | Simona Cimatti               | Ravenna             |
| 3   |        |  | Claudia Ferrato              | Sassuolo            |
| 3   |        |  | Alice Martani                | Fortitudo Mozzecane |
| 3   |        |  | Andrea Stašková              | Juventus            |
| 3   | 1      |  | Daniela Sabatino             | Sassuolo            |
| 2   |        |  | Tatiana Bonetti              | Fiorentina          |
| 2   |        |  | Despoina Chatzīnikolaou      | Napoli              |
| 2   |        |  | Dessislava Eva Dupuy         | Florentia S.G.      |
| 2   |        |  | Clarissa Kaylee Kirsch Downs | Roma CF             |
| 2   |        |  | Amalie Thestrup              | Roma                |
| 2   | 1      |  | Andressa                     | Roma                |
| 2   | 1      |  | Natasha Piai                 | Vittorio Veneto     |